# جنگل‌های باواریا

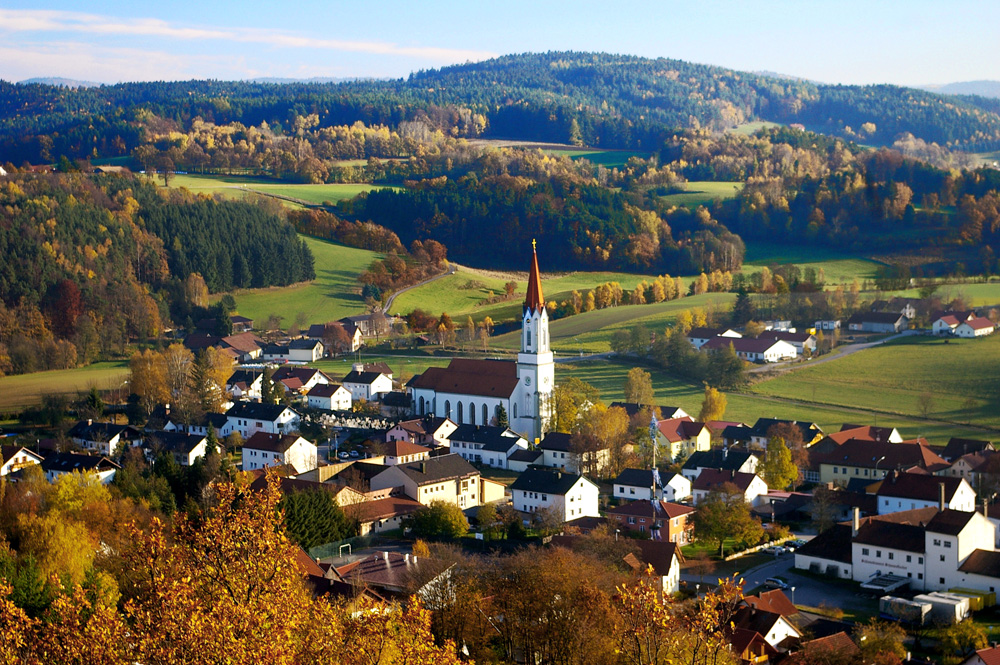
تسل واقع شده در جنگل‌های بایرن

جنگل‌های بایرن (باواریا) (به آلمانی: Bayerischer Wald)، جنگل‌هایی به وسعت ۲۴۰ هکتار در شرق ایالت بایرن در آلمان است که از سال ۱۹۷۰ بخشی از این جنگل‌ها به عنوان پارک ملی انتخاب شده‌اند. این جنگل حدود ۱۳۲ قله دارد و بلندترین کوه این منطقه گروسر ابر (با ارتفاع ۱۴۵۶ متر) است. این جنگل‌ها در شرق وارد جمهوری چک می‌شوند و میزانی در این کشور پیشروی می‌کنند.

## گونه‌های جانوری
در این جنگل‌ها تعداد زیادی خرس و وشق یافت می‌شوند. بیشتر این حیوانات در مناطق حفاظت‌شدهٔ پارک قرار دارند و برای بازدید از آن‌ها می‌توان از تورهای سافاری استفاده کرد.

## جاذبه‌های گردشگری
جنگل‌های بایرن از تعداد راه عبوری برای جنگل نوردی بهره می‌برد. در این جنگل همچنین امکان دوچرخه‌سواری کوهستان و صخره‌نوردی هم موجود است. پیست اسکی کراس کاونتری با طول ۱۵۰ کیلومتر با نام بایروالدلوپه وجود دارد. در این جنگل تعدادی زیاد کاخ و قلعهٔ تاریخی نیز قرار گرفته‌اند که از آن‌ها می‌توان به قلعه اگ و صومعه متن اشاره کرد.

## هنر
جنگل‌های بایرن مرکز تولید شیشه‌های هنری است. در طول جادهٔ شیشه‌ای از والدزاسن تا پاساو، ما به تعدادی موزه، گالری و کارخانه‌های تولید شیشه برخورد می‌کنیم. تقریباً تمامی کارخانه‌های شیشه‌سازی، کارگاه‌های خود را برای بازدید عموم مردم باز کرده‌اند.